# Mittnabotåget
Mittnabotåget var en tågförbindelse mellan Sundsvall och Trondheim som startade 15 juni 2007 och ersattes av Norrtåg den 10 juni 2012. Mittnabotåget trafikerade Mittbanan i Sverige och Meråkerbanen i Norge som tillsammans är en Mellanriksbana. Sträckningen var en sammanslagning av de tidigare tåglinjerna Mittlinjen som gick mellan Sundsvall och Östersund samt Nabotåget som gick mellan Östersund och Trondheim. Sammanslagningen var egentligen mest en sammanslagen upphandling av operatör och gemensamt namn. För resenärerna var det fortfarande två olika sorters fordon som gick på varsin linje. Ansvariga för upphandlingen var gemensamt Rikstrafiken, Länstrafiken i Jämtland och i Västernorrland och norska Samferdselsdepartementet.
En anledning till sammanslagningen var att vissa avgångar (i början bara på lördagar) genomfördes Sundsvall-Östersund-Storlien med elmotorvagn och norsk dieselmotorvagn Östersund-Trondheim.
Ändringen trädde i kraft när Veolia tog över trafiken på Mittlinjen efter Tågkompaniet och trafiken med Nabotåget i Sverige. Tågen till Trondheim bytte personal i Storlien, så det var Veolias personal på den svenska sidan och NSB:s på den norska
Trafiken mellan Sundsvall och Östersund (ibland till Storlien) körde med Reginatåg, och trafiken mellan Östersund (ibland från Sundsvall) och Trondheim skedde med norska dieselmotorvagnståg av typen 92.
Antal resenärer på Nabotåget var enligt NSB 70 000 år 2005, ungefär 50/tur.
I juni 2011 togs avtalet över av Norrtåg men trafiken fortsatte som Mittnabotåget med Veolia som tågoperatör fram till juni 2012 när avtalet gick ut och Norrtågs nya tågoperatör Botniatåg tog över. Sträckan inom Norge kördes fram till 2020 av NSB, nuvarande Vy. Därefter körs trafiken på norska sidan av SJ Norge.

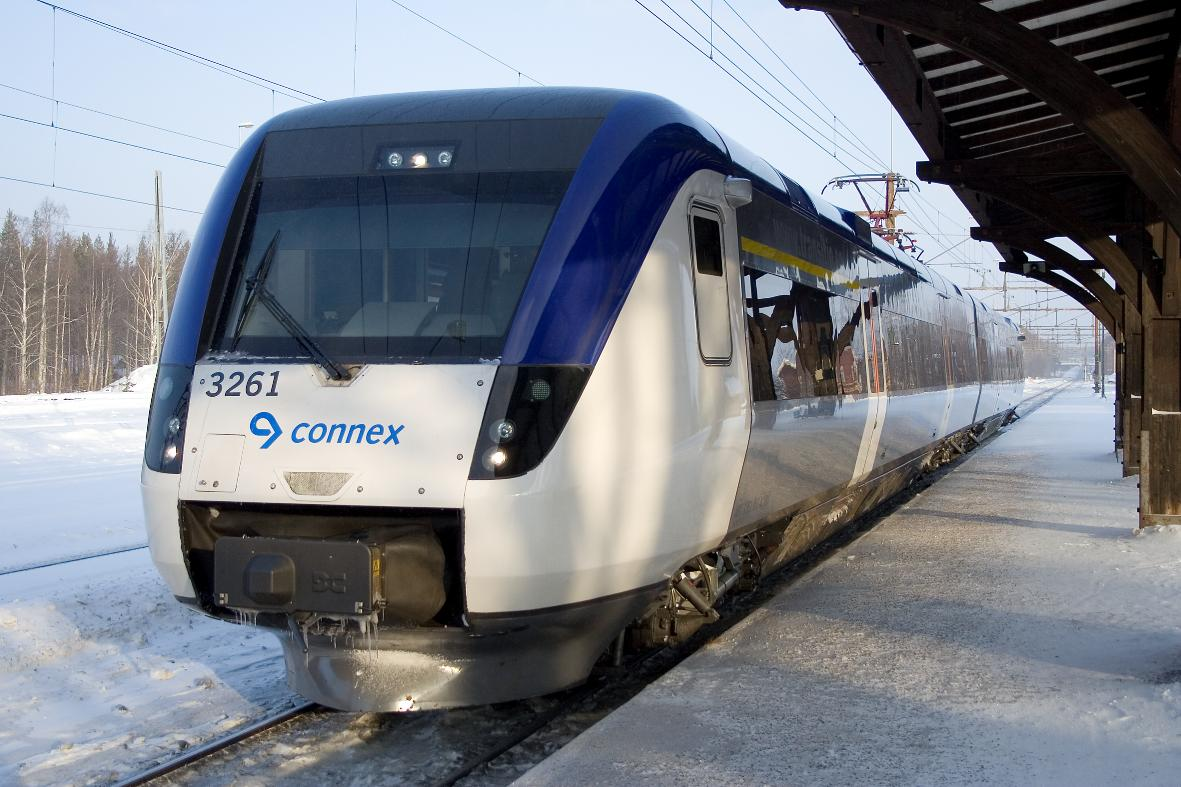
Ett av mittnabotågets Reginatåg som trafikerar Sundsvall-Östersund

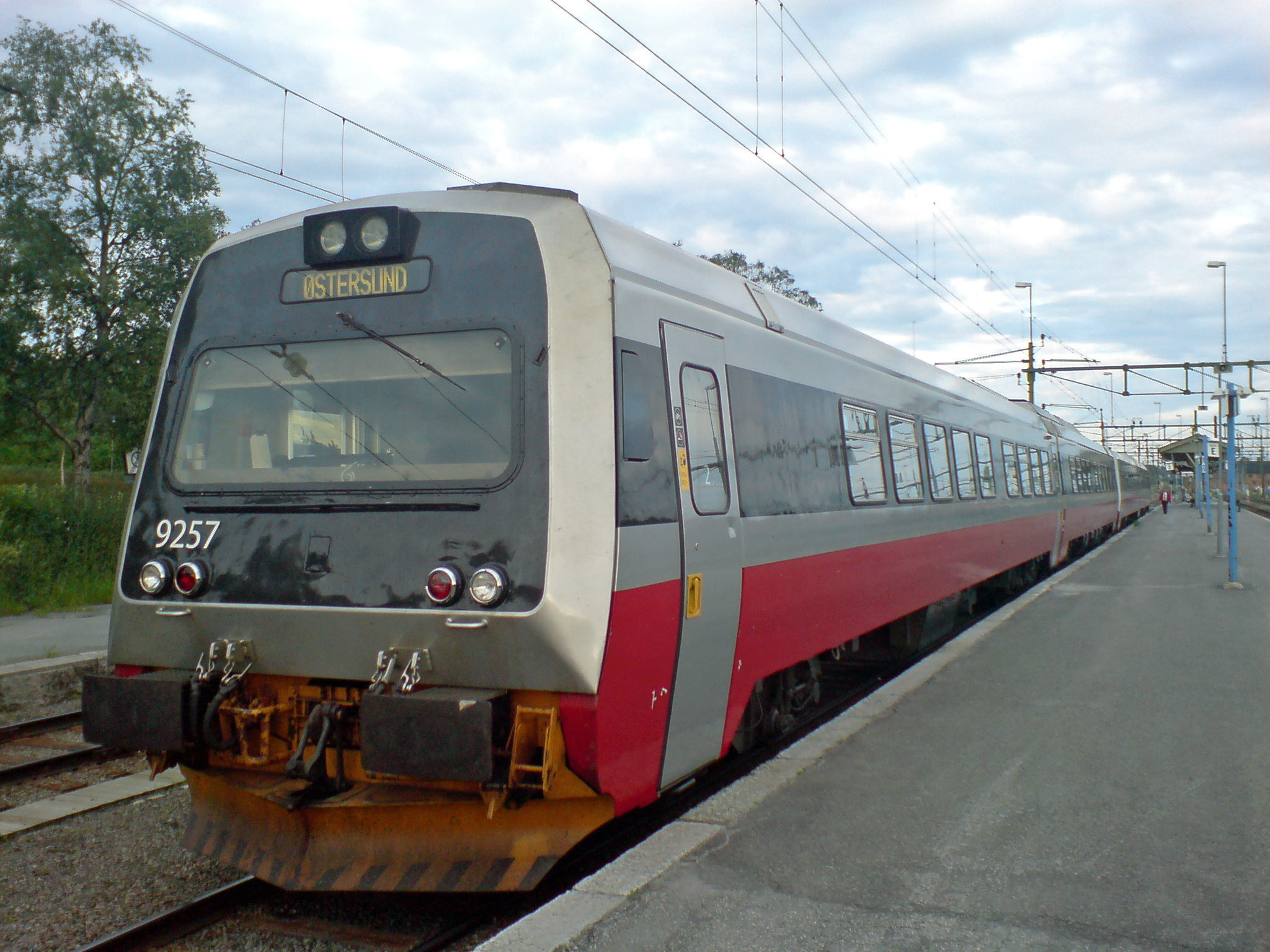
Ett av mittnabotågets Typ 92 dieselmotorvagnståg som trafikerade Östersund-Trondheim

## Reseinformation
Det gick två tåg per dag och riktning mellan Östersund och Trondheim (egentligen ända till förorten Heimdal söder om centrala Trondheim). Det gick sex tåg per vardag och riktning mellan Sundsvall och Östersund med passande anslutning mellan dem. På lördagar gjordes ett av bytena i Storlien istället.
Handikappade: Alla avgångar Sundsvall - Östersund hade rullstolshiss och handikappanpassad toalett.

## Restider och turtätheter för Mittnabotåget
Turtätheten avser vardagar dagtid per riktning.

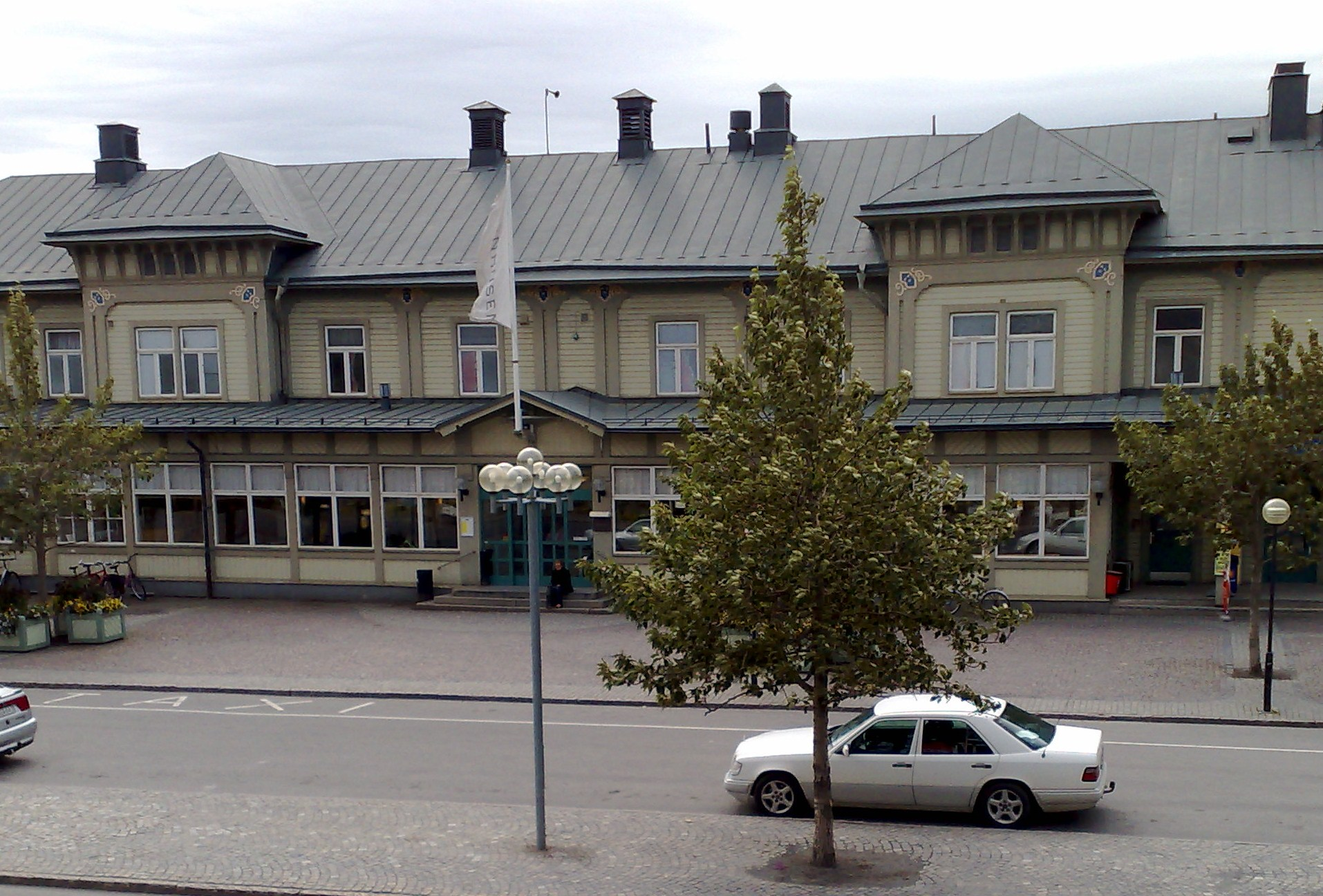
Mittnabotåget stannar vid Östersunds station

| Destination                              | Restid              | Turtäthet |
| ---------------------------------------- | ------------------- | --------- |
| Sundsvall - Trondheim (byte i Östersund) | 6 timmar 30 minuter |           |
| Östersund - Trondheim                    | 3 timmar 48 minuter | 2/dag     |
| Sundsvall - Östersund                    | 2 timmar 20 minuter | 5/dag     |
| Sundsvall - Ånge                         | 1 timmar 15 minuter | 6/dag     |
| Östersund - Åre                          | 1 timme 15 minuter  | 3/dag     |
| Åre - Trondheim                          | 2 timmar 40 minuter | 2/dag     |
| Östersund - Storlien                     | 2 timmar 0 minuter  | 3/dag     |